# Eleanor Josephine Macdonald
Eleanor Josephine Macdonald (4 mars 1906 – 26 juillet 2007) est une statisticienne, épidémiologiste et chercheuse américaine. Elle a créé le premier registre du cancer aux États-Unis.

## Jeunesse et formation
Eleanor Josephine Macdonald naît le 4 mars 1906 à Sommerville (Massachusetts), la troisième des six enfants d'Angus Alexander Macdonald, ingénieur chez A.T. & T. et Catharine Boland, pianiste de concert. Elle étudie au Radcliffe College et obtient son bachelor en musique, histoire de la littérature et anglais en 1928. Pendant les quatre années suivantes, elle se produit comme violoncelliste.

## Carrière
Quand le docteur Robert B. Greenough, président du Comité contre le cancer du Massachusetts et ami de la famille, demande à Macdonald de l'aider à écrire un article de recherche sur les fibroses kystiques du sein,, elle découvre sa voie d'épidémiologiste. Elle étudie à la Harvard medical school les statistiques et l'épidémiologie où elle travaille auprès de Edwin Bidwell Wilson qui lui enseigne les approches statistiques et les méthodes de Ronald Aylmer Fisher.
Macdonald est ensuite nommée épidémiologiste dans le Programme de lutte contre le cancer de l'État de Boston de la division de l'hygiène de l'adulte,. Elle est l'une des premières à adopter la nouvelle technologie informatique devenue alors accessible aux chercheurs. Dès 1930, elle travaille avec des cartes perforées Remington Rand,. De 1934 à 1937, elle apporte d'importantes contributions au domaine du contrôle des maladies chroniques, un concept nouveau et radical à l'époque. Ceci lui a fait mettre en place des comités coopératifs de lutte contre le cancer dans chaque ville du Massachusetts, donner des conférences trois soirs par semaine pour couvrir 355 communautés, et pendant deux ans, participer à une émission radiophonique éducative hebdomadaire. 
De 1940 à 1948, elle travaille pour le département de la santé de l'État du Connecticut en tant que statisticienne et y conçoit le premier registre du cancer, puis au Memorial Hospital de New York. Le docteur Thomas Parran, alors Administrateur de la santé publique des États-Unis, lui demande de créer un registre national du cancer. En 1948, elle publie The Incidence and Survival in Cancer. Ensuite, elle travaille pour Centre de lutte contre le cancer de l'université du Texas à Houston. 
Macdonald meurt à Houston, Texas, le 26 juillet 2007. 

## Reconnaissance
- Membre honoraire, Consultant statistique, Massachusetts Medical Society
- Membre honoraire, Société américaine du radium
- Membre honoraire, Association américaine pour la recherche contre le cancer
- Prix Myron Gordon, 1972, pour avoir contribué à comprendre le rôle de la race, du sexe et de l'exposition au soleil du mélanome malin[12].
- Prix du service exceptionnel, 1973, American Cancer Society, 1973
- Prix du service distingué, M.D. Anderson Cancer Center[13],[14]
- Hall of Fame, Texas Medical Center

## Publications (sélection)
- Lombard, Herbert L. et Eleanor Josephine Macdonald. (1931). State-Aided Cancer Clinics as Seen by the Practicing Physician. New England Journal of Medicine. 205(20): 949-951.
- Macdonald, Eleanor J. (1936). Fundamentals of Epidemiology. Radcliffe Quarterly. 19-22.
- Macdonald, E. J. (1938). Accuracy of the Cancer Death Records. American Journal of Public Health and the Nation’s Health. 28(7): 818-824[15].
- Macdonald, Eleanor J. et Frances A. Macdonald. (1940). Evaluation of Cancer Control Methodology. American Journal of Public Health and the Nation’s Health. 30(5): 483-490[16].
- Macdonald, Eleanor J. (1948). Malignant melanoma in Connecticut. Annals of the New York Academy of Sciences. 4: 71.
- Macdonald, E. J. (1948). The present incidence and survival picture in cancer and the promise of improved prognosis. Bulletin of American College of Surgeons.
- Clark Jr, R. Lee, & Macdonald, E. J. (1949). The University of Texas, MD Anderson Hospital for Cancer Research. Medical woman's journal. 56(8): 34-37.
- Clark, R. Lee, & Macdonald, E. J. (1953). The natural history of melanoma in man. Pigment cell growth. 139-148
- Wall, J. A., Fletcher, Gilbert H., & Macdonald, E. J. (1954). Endometrial biopsy as a standard diagnostic technique; a review of 445 cases. The American Journal of Roentgenology, Radium Therapy, and Nuclear Medicine. 71(1): 95.
- Macdonald, E. J. (1959). The epidemiology of skin cancer. Journal of Occupational and Environmental Medicine. 1(9): 522.
- Macdonald, E. J. (1963). The epidemiology of melanoma. Annals of the New York Academy of Sciences. 100(1): 4-17.
- Department of Epidemiology, & Macdonald, E. J. (1968). The Survey of Cancer in Texas 1944-1966: Present Status and Results. University of Texas MD Anderson Hospital and Tumor Institute, Houston[17].